# Brasão de São Francisco do Sul

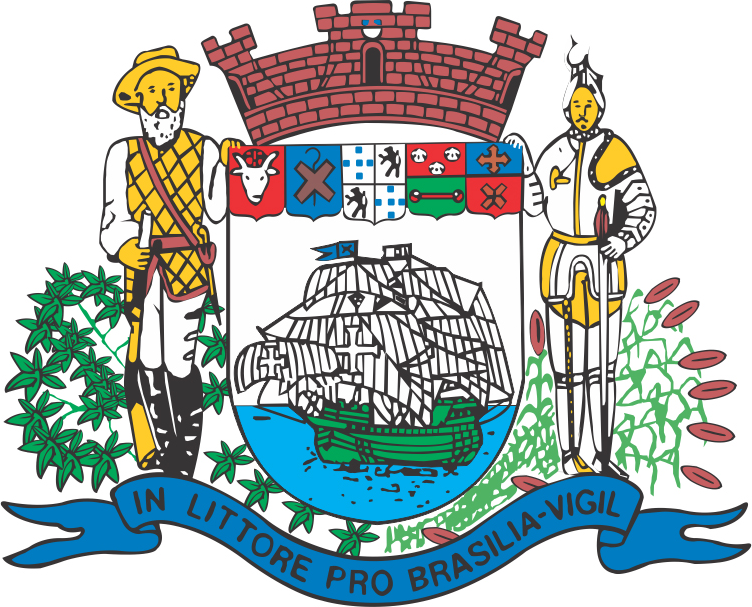
Brasão de São Francisco do Sul

O desenho do atual brasão de São Francisco do Sul foi sugerido pelo historiador brasileiro Afonso d'Escragnolle Taunay em 1928. Apresentada ao então prefeito local, major Manoel Deodoro de Carvalho, e posteriormente submetida ao exame do Conselho Municipal (atual Câmara de Vereadores), onde também obteve aprovação, o desenho foi sancionado em 24 de novembro de 1928, pela Lei n° 288.
O desenho foi novamente confirmado pela lei Municipal n° 405, de 23 de setembro de 1967.
Trata-se de um escudo em chefe (terço superior separado dos dois terços inferiores). Apresenta cinco escudos representativos de pessoas importantes no contexto francisquense, tais como - da esquerda para a direita: Álvaro Núñez Cabeza de Vaca (que esteve em São Francisco em 1540), Juan e Diego Sanábria (tentou dominar São Francisco do Sul para os espanhóis, em 1549), Martim Afonso de Sousa, Antônio Fernandes e Manuel Lourenço de Andrade (respectivamente, por obtenção da primeira sesmaria e por participação na fundação da Vila ), e  Luís Rodrigues Cavalinho e desembargador Rafael Pires Pardinho (respectivamente, genro de Andrade e organizador jurídico da Vila recém-instalada).
A porção central do escudo retrata uma caravela - ou nau portuguesa - em mar aberto, evocando à época da navegação e descoberta do município.
Sua coroa tem três torres, ao contrário da coroa que costuma ser usada para designar as cidades, que tem 5 torres - provavelmente em alusão à época em que São Francisco do Sul possuía o título de Vila.
Complementam o brasão de São Francisco:
- suporte: um bandeirante à esquerda, que representa o apoio recebido de São Paulo; um conquistador espanhol à direita.
- paquife: mandioca e arroz, cultivados largamente no passado francisquense.
- motto (ou listel): IN LITORE PRO BRASILIA VIGIL.